# Mikurajima
Mikurajima (御蔵島村, Mikurajima-mura) és un poble i municipi de la subprefectura de Miyake, a Tòquio, Japó. L'activitat principal del poble és el turisme estacional combinat amb la pesca i l'agricultura i ramaderia de subsistència.

## Geografia
El municipi de Mikurajima ocupa l'illa de Mikura, una de les illes septentrionals de l'arxipèleg d'Izu, a la mar de les Filipines, a 200 quilòmetres al sud del centre de Tòquio i a 19 quilòmetres al sud-est de Miyake, capital subprefectural, a l'illa de Miyake. Mikurajima també compren l'illot inhabitat d'Inanba. Afectat per la corrent de Kuroshio, el poble té un clima més càlid i humid que el del Tòquio urbà.

## Història
El poble de Mikurajima va ser fundat l'1 d'octubre de 1923, pertanyent aleshores a la subprefectura d'Ōshima. Posteriorment, l'1 d'abril de 1943, Mikurajima va formar amb el poble de Miyake la subprefectura de Miyake.

## Demografia
| 1920 | 1930 | 1940 | 1950 | 1960 | 1970 | 1980 |
| ---- | ---- | ---- | ---- | ---- | ---- | ---- |
| 359  | 384  | 371  | 406  | 287  | 203  | 225  |
| 1990 | 2000 | 2010 | 2020 | 2030 | 2040 | 2050 |
| 293  | 308  | 350  | 332  | -    | -    | -    |

## Transport

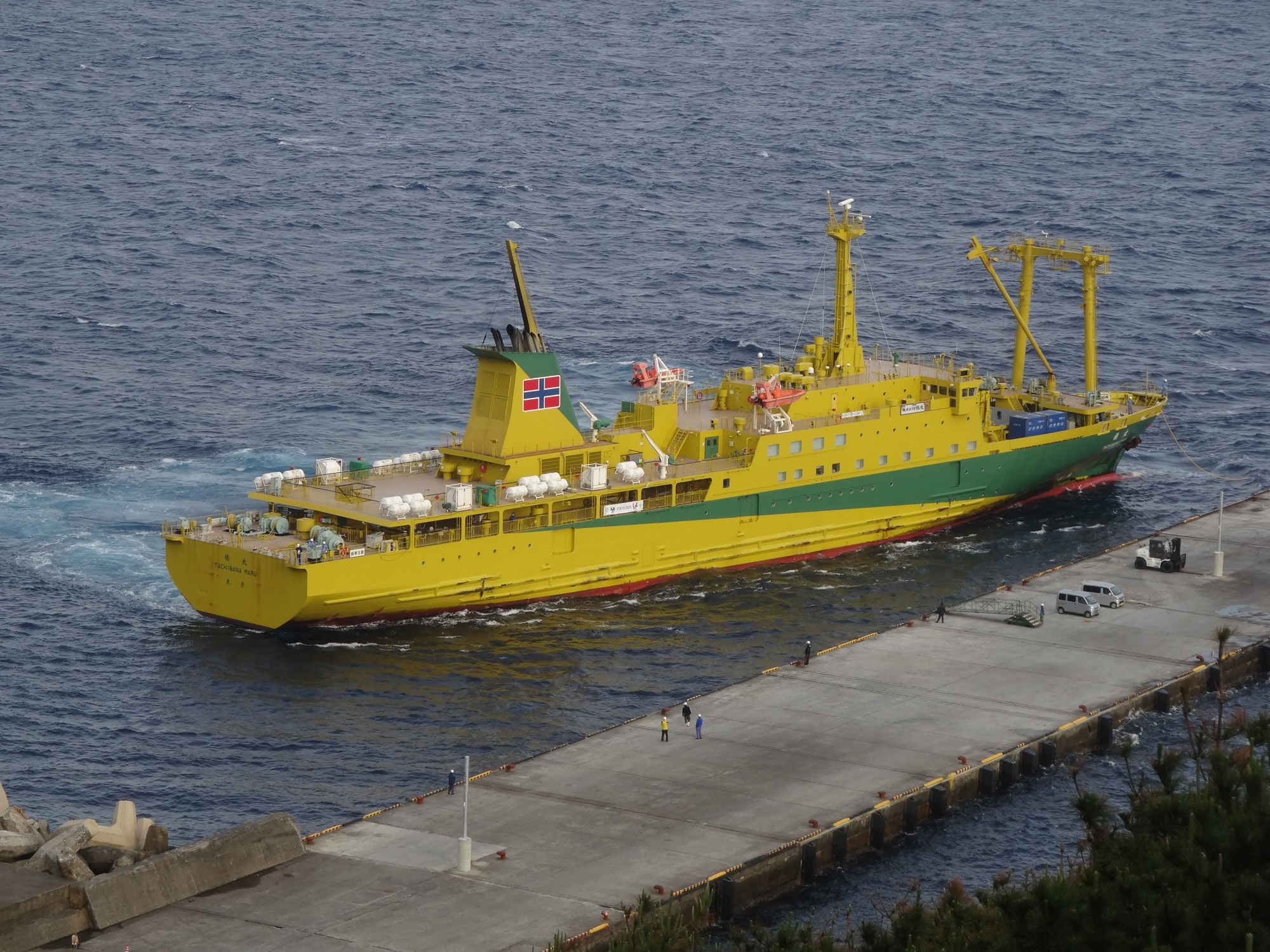
El Tachibana-maru al port de Mikurajima

### Aire
L'illa compta amb una pista d'aterratge per a helicòpters que connecta el poble amb el centre de Tòquio i la prefectura d'Ibaraki, així com amb els municipis insulars de Miyake, Hachijō i Ōshima.

### Mar
El poble no disposa d'un gran port com a tal, sinó de molls on atraquen els vaixells (generalment transbordadors) que connecten l'illa amb altres del seu entorn i amb el centre de Tòquio. També existeixen passeigs el vaixell per a observar els dofins.

### Carretera
L'única carretera del poble és competència del Govern Metropolità de Tòquio
- Metropolitana 223